# 153ª Brigata meccanizzata
La 153ª Brigata meccanizzata autonoma (in ucraino 153-тя окрема механізована бригада?, 153-tja okrema mechanizovana bryhada, unità militare A4955) è un'unità di fanteria meccanizzata delle Forze terrestri ucraine, subordinata al Comando operativo "Nord".

## Storia
L'unità è stata costituita il 29 agosto 2023 in previsione di una possibile controffensiva l'anno successivo, ed è formata da soldati coscritti nel corso dell'anno e ufficiali provenienti da altre unità più esperte. Il 27 dicembre ne è stata ufficialmente annunciata la formazione, sulla base di un plotone mitraglieri della 72ª Brigata meccanizzata composto da veterani della guerra russo-ucraina, nato nel febbraio 2022 presso Ivano-Frankivs'k come unità della difesa territoriale sotto il comando di Nazarij Kišak e che ha in seguito combattuto nelle battaglie di Bachmut e Vuhledar. A causa della mancanza di sufficienti veicoli da combattimento, all'inizio di aprile 2024 la brigata è stata riorganizzata da unità meccanizzata a brigata di fanteria. Tuttavia nei mesi successivi, grazie agli aiuti forniti dai paesi occidentali, è stato reperito sufficiente equipaggiamento pesante e alla fine di giugno la brigata è tornata ad essere meccanizzata.
A partire dalla fine di maggio 2024 la compagnia droni d'attacco della brigata è entrata per la prima volta in azione, colpendo postazioni nemiche e correggendo il tiro dell'artiglieria sul fronte della regione di Charkiv. A luglio, in seguito alla legge ucraina che ha permesso ad alcune categorie di detenuti di prestare volontariamente servizio nell'esercito, la 153ª Brigata meccanizzata è stata una delle unità ad integrarne un certo numero nei propri ranghi, costituendo la Compagnia "Škval". Ad agosto elementi della brigata hanno preso parte all'offensiva nell'oblast' di Kursk, operando vicino al confine ucraino. Parte della brigata è stata sottoposta ad addestramento in Germania durante l'autunno, e il 2º Battaglione è stato equipaggiato con i veicoli da combattimento statunitensi M2 Bradley.
A partire dalla fine di dicembre 2024 la brigata è stata schierata al fronte a sud di Pokrovs'k, contribuendo a fermare l'offensiva russa in direzione della città. Nel gennaio 2025 Nazarij Kišak, promosso a primo tenente, e altri militari della brigata ne hanno lasciato i ranghi e costituito il 91º Battaglione anticarro autonomo. Il 12 marzo 2025 è morto in combattimento il comandante del 2º Battaglione meccanizzato, maggiore Oleksandr Barandyč.
Ad aprile 2025 la brigata ha ricevuto un nuovo stemma, il primo ufficialmente approvato, che rappresenta un episodio della guerra Rus'-bizantina del 907 nel quale il principe Oleg di Kiev ordinò ai suoi guerrieri di tirare a riva le barche, dotarle di ruote e spingerle via terra fino alle mura di Costantinopoli, trasformando le imbarcazioni fluviali in veicoli terrestri e cogliendo di sorpresa i difensori della città.

## Struttura
- Comando di brigata[16]
- 1º Battaglione meccanizzato
- 2º Battaglione meccanizzato
- 3º Battaglione meccanizzato
- 1º Battaglione fucilieri
- 2º Battaglione fucilieri
- Compagnia fucilieri speciale "Škval"
- Battaglione corazzato
- Battaglione sistemi senza pilota
- Gruppo d'artiglieria
- Battaglione artiglieria missilistica contraerei
- Battaglione genio
- Battaglione manutenzione
- Battaglione logistico
- Compagnia ricognizione
- Compagnia comunicazioni
- Compagnia radar
- Compagnia difesa NBC
- Compagnia medica

## Comandanti
- Colonnello Andrij Sotničenko (agosto 2023 - febbraio 2025)[17]
- Colonnello Vitalij Bohačuk (febbraio 2025 - in carica)[18]